# Peter Sprenger
Peter Sprenger (* 29. Dezember 1953 in Baden, Schweiz; † 23. Oktober 2018 in Fläsch, Schweiz) war ein liechtensteinischer Rechtsanwalt, Treuhänder und Landtagsabgeordneter.

## Biografie
Nachdem Sprenger 1975 die Matura an der Kantonsschule Schwyz machte, studierte er von 1976 bis 1981 Rechtswissenschaften an der Universität Zürich. Von 1981 bis 1991 war er Konzipient der Anwaltskanzlei von Ivo Beck. Des Weiteren war er von 1983 bis 1991 Mitarbeiter der Treuhandgesellschaft Administral Anstalt. 1985 promovierte er an der Universität Zürich zum Doktor der Rechte (Dr. iur.) und erhielt im gleichen Jahr seine Treuhänderbewilligung für das Fürstentum Liechtenstein. 1989 bestand er seine Rechtsanwaltsprüfung für das Fürstentum Liechtenstein. 1991 wurde Sprenger Vorsitzender des Verwaltungsrats der Treuhandgesellschaft Administral Anstalt. Ebenfalls 1991 gründete er seine eigene Anwaltskanzlei. Von 1992 bis 1993 war er Vorsitzender der Verwaltungsbeschwerdeinstanz. Von 1995 bis 1997 war er Vizepräsident des Staatsgerichtshofes.
1997 wurde Sprenger für die Vaterländische Union in den Landtag des Fürstentums Liechtenstein gewählt. 2001 erfolgte seine Wiederwahl. Er war unter anderem Mitglied in der Liechtensteinischen Rechtsanwaltskammer und der Liechtensteinischen Treuhändervereinigung. Er war verheiratet und hat zwei Kinder.
Sprenger war der erste Liechtensteiner, der den Gipfel des Mount Everest erreichte. Sechs der Seven Summits hat er bestiegen. Am 23. Oktober starb er beim Besteigen des Hintergrauspitz nach einem Sturz.